# Qansuh al-Ghuri
al-Ashraf Qanṣūh al-Ghūrī (in arabo الأشرف أبو النصر قانصوه  الغورى‎?, al-Ashraf Abū Naṣr Qānṣūh al-Ghūrī, in turco Ganzu Gavri; 1446 – 1516) anche Qansuh II, è stato un Sultano della Dinastia burji, è stato il penultimo dei Sultani mamelucchi che hanno retto l'Egitto, parte della Siria e della Penisola araba dal 1501 al 1516.
Appassionato d'architettura, Qānṣūh al-Ghūrī morì a 70 anni, dopo la disfatta di Marj Dabiq, a nord della città di Aleppo (1516), combattuta contro il Sultano ottomano Selim I un anno prima della definitiva conquista ottomana del Sultanato mamelucco, a seguito della Battaglia di Marj Dabiq o di Raydāniyya, del 1517.

## Biografia
Al-ʿĀdil Tūmān Bāy, antico cancelliere di Qāytbāy, e governatore di Siria aveva rovesciato al-Nāṣir Muḥammad b. Qāytbāy, il figlio di Qāytbāy, nel 1498, e poi al-Ashraf Janbulat, sei mesi appena dopo la sua presa di potere nel 1501. Tūmān Bay fu a sua volta rovesciato 100 giorni dopo. Gli emiri che l'avevano deposto ebbero qualche difficoltà a trovare un candidato per la sua successione. Finalmente, dopo aver esitato alquanto, Qānṣūh al-Ghūrī accettò il trono nell'aprile del 1501.
Qānṣūh al-Ghūrī aveva già 60 anni al momento della sua ascesa al potere ed aveva grande esperienza. Iniziò il suo governo esigendo un versamento anticipato di dieci mesi d'imposte, dal momento che le casse del Sultanato erano vuote e i Mamelucchi reclamavano - come d'abitudine - un congruo donativo per l'avvio del nuovo governo. Qānṣūh al-Ghūrī si guardò bene dal versare tutto il denaro preteso dai Mamelucchi e si servì delle somme raccolte per il restauro delle fortezze d'Alessandria d'Egitto e di Rosetta. Fece anche sistemare la fortezza di Damasco e Il Cairo sembrò recuperare almeno in parte il lustro delle epoche precedenti. Tali spese suscitarono il malcontento della popolazione, oppressa dalle tasse e incapace di capire appieno l'incombente pericolo ottomano alle porte del Sultanato.
Il Sultano ritrovò però in parte la sua popolarità ristabilendo il costume (caduto in disuso) dell'organizzazione della carovana del hajj (maḥmal): pratica inaugurata durante il regno di al-Ẓāhir Rukn al-Dīn Baybars al-Bundūqdarī per essere abbandonato dai predecessori di Qānṣūh al-Ghūrī, e che proseguirà fino al 1952.
Nel 1846, Gérard de Nerval descrisse in questo modo la processione del maḥmal nelle vie del Cairo:
(Scènes de la vie orientale, XI. – "La caravane de La Mecque".)
Qānṣūh al-Ghūrī acquistò un gran numero di schiavi per costituirsi un esercito a lui devoto e sfuggire in tal modo all'influenza degli altri Emiri. L'esercito si trovò così rafforzato, anche se aveva perso quella sua superiorità che aveva costituito la reale forza dei Mamelucchi. Ma Qānṣūh al-Ghūrī non seppe modernizzarlo e restò affezionato alle armi tradizionali (lancia, spada, arco, cavallerie), mentre gli Ottomani avevo saputo costituire quella che era la più forte artiglieria del mondo, affidandola alle truppe di fanteria d'élite dei Giannizzeri, cogliendo una serie impressionante di successi militari che proseguì fintanto che anche l'Europa cristiana non seppe impiegare convenientemente questa nuova arma tecnologicamente avanzata. Gli ambasciatori ottomani ebbero la possibilità di constatare come l'armamento mamelucco fosse ormai inadeguato e il Sultano ne trasse a Edirne le sue ovvie conclusioni.. Qānṣūh al-Ghūrī fece in realtà costruire qualche cannone e organizzò persino alcune compagnie di fanti armati d'archibugio ma tali soldati prendevano un soldo che era circa la metà di quello dei cavalieri ed erano spesso schiavi di colore non ottimamente addestrati. La cavalleria rimase di fatto l'arma d'élite e andò incontro alla sconfitta in modo assolutamente irreparabile.

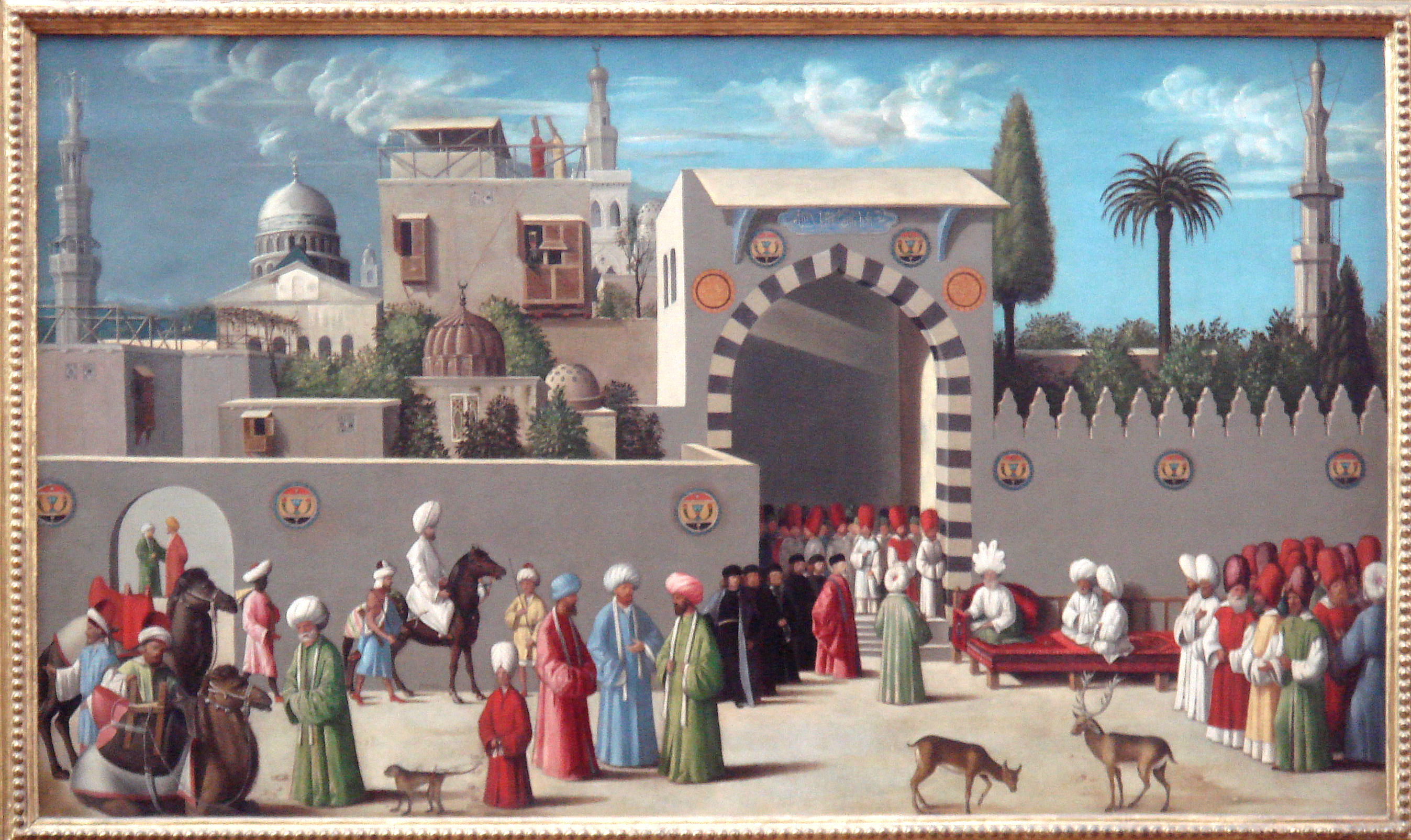
Un'ambasceria veneziana a Damasco nel 1511. Opera di Giovanni Bellini.

I Mamelucchi e la Repubblica di Venezia, videro i loro interessi commerciali insidiati dalla concorrenza dei Portoghesi, che avevano inaugurato con Vasco da Gama, la rotta marittima che circumnavigava l'Africa per il commercio assai lucroso del pepe. I Mamelucchi chiesero ai Veneziani di aiutarli a costruire una flotta in grado di competere col naviglio portoghese e, nel 1506, una flotta di cinquanta navi era pronta a Gedda ma sprovvista di artiglieria navale. Un primo scontro navale ebbe luogo nel 1507 e si risolse con una disfatta dei Portoghesi. Nel febbraio 1509 i Portoghesi si presero la loro rivincita, malgrado il sostegno di Venezia, che aveva fornito galere e cannoni..
Il Sultano ottomano Bayezid II fu costretto intanto ad abdicare da suo figlio Selim I il 24 aprile 1512. Selim ricevette il nome di «Ponderato» (yavuz) L'Anatolia occidentale era all'epoca già unificata sotto la dominazione ottomana, che aveva posto fine all'epoca dei beilikati. La terza grande potenza regionale era allora costituita dalla Persia dei Safavidi. I Mamelucchi, che si consideravano come "protettori" dell'ortodossia islamica sunnita, consideravano i Persiani sciiti come nemici eretici e cercavano di esercitare un blocco economico ai loro danni..
La guerra comincia tra Ottomani e Persiani nell'Anatolia orientale. La battaglia di Cialdiran, il 23 agosto 1514 finisce con una vittoria decisiva dell'Impero ottomano ai danni dei Safavidi. Lo Scià Isma'il I è ferito e rischia persino di essere catturato. La battaglia decreta la vittoria della superiore tecnologia ottomana, visto che Istanbul dispone, oltre che della cavalleria e dei Giannizzeri, d'una artiglieria che, al momento, era in assoluto la più progredita del mondo.. Ismāʿīl I invia un'ambasceria al Cairo, una ai Dulqadiridi e una al re della Georgia per organizzare un'alleanza contro il comune nemico ottomano..
Selim reagisce alla potenziale creazione di una simile alleanza e attacca i Dulqadiridi. Il 12 giugno 1515, Selim I riporta la vittoria sul Bey Alaüddevle Bozkurt nella battaglia del Monte Turna (Turna Dağ, presso Elbistan). Tale principato era uno Stato vassallo dei Mamelucchi e formava una sorta di cuscinetto con l'Impero ottomano. Qanṣūh al-Ghūrī chiese a Selim di ritirarsi dalle fortezze che aveva conquistato in territorio dulqadiride ma Selim rifiutò sdegnosamente. Il principato fu completamente annesso all'Impero ottomano poco dopo, nel 1522.
Qānṣūh al-Ghūrī decise quindi di prepararsi alla guerra contro Selim I. I preparativi furono lunghi, poiché mancavano i necessari fondi.. Il 17 maggio 1516 Qānṣūh al-Ghūrī lasciò Il Cairo in grande pompa, alla testa del suo esercito, accompagnato dall'Emiro di Mecca e del califfo-fantoccio abbaside del Cairo al-Mutawakkil III. Nel giugno arriva ad Aleppo e riceve un'ambasceria di Selim che l'accusa di allearsi con i Persiani, impedendogli di attraversare l'Anatolia orientale. Qānṣūh al-Ghūrī risponde chiedendo a Selim di astenersi da ogni ostilità verso i Persiani. Selim considera che questa risposta non è accettabile, visto che i Mamelucchi sviluppano una politica e un'azione ostili agli Ottomani. Il Sultano mamelucco invia un'ultima ambasceria ma Selim, adirato, minaccia di decapitare l'inviato dei Mamelucchi, anche se si limita a rimandarlo al mittente, abbigliato in modo umiliante: capelli rasati, vestito da una veste da notte e montato su un asino.

## La catastrofe finale del Sultanato mamelucco
La battaglia ha luogo a Marj Dabiq, a nord di Aleppo il 25 agosto 1516.
I Mamelucchi sono rapidamente sbaragliati dall'esercito ottomano, assai più moderno con le sue ottime artiglierie e armi individuali da fuoco. Qanṣūh al-Ghūrī muore poco dopo la battaglia per un colpo apoplettico, anche se esistono tradizioni che parlano di un suo avvelenamento. Il 29 agosto, gli Ottomani penetrano nella quasi imprendibile cittadella di Aleppo, abbandonata dal suo governatore mamelucco. Selim I s'impadronisce del tesoro che Qanṣūh al-Ghūrī vi aveva lasciato. Selim riceve la sottomissione del "califfo" abbaside al-Mutawakkil III, che è trattato dal vincitore con grande rispetto per la sua figura simbolica. A causa del sistema assai lento di comunicazione, Il Cairo rimane quaranta giorni senza sapere quale fosse stato l'esito della battaglia e la sorte del Sultano mamelucco..
Di ritorno al Cairo, i sopravvissuti dipinsero un quadro terrorizzante della battaglia. Gli Emiri si riunirono per eleggere un nuovo Sultano e Tuman Bay, che esercitava le funzioni di Reggente in assenza del Sultano, fu designato all'unanimità (11 ottobre 1516). Presta giuramento davanti ad al-Mustamsik, padre di al-Mutawakkil III, al quale il figlio aveva rimesso le sue funzioni di califfo nel 1408..

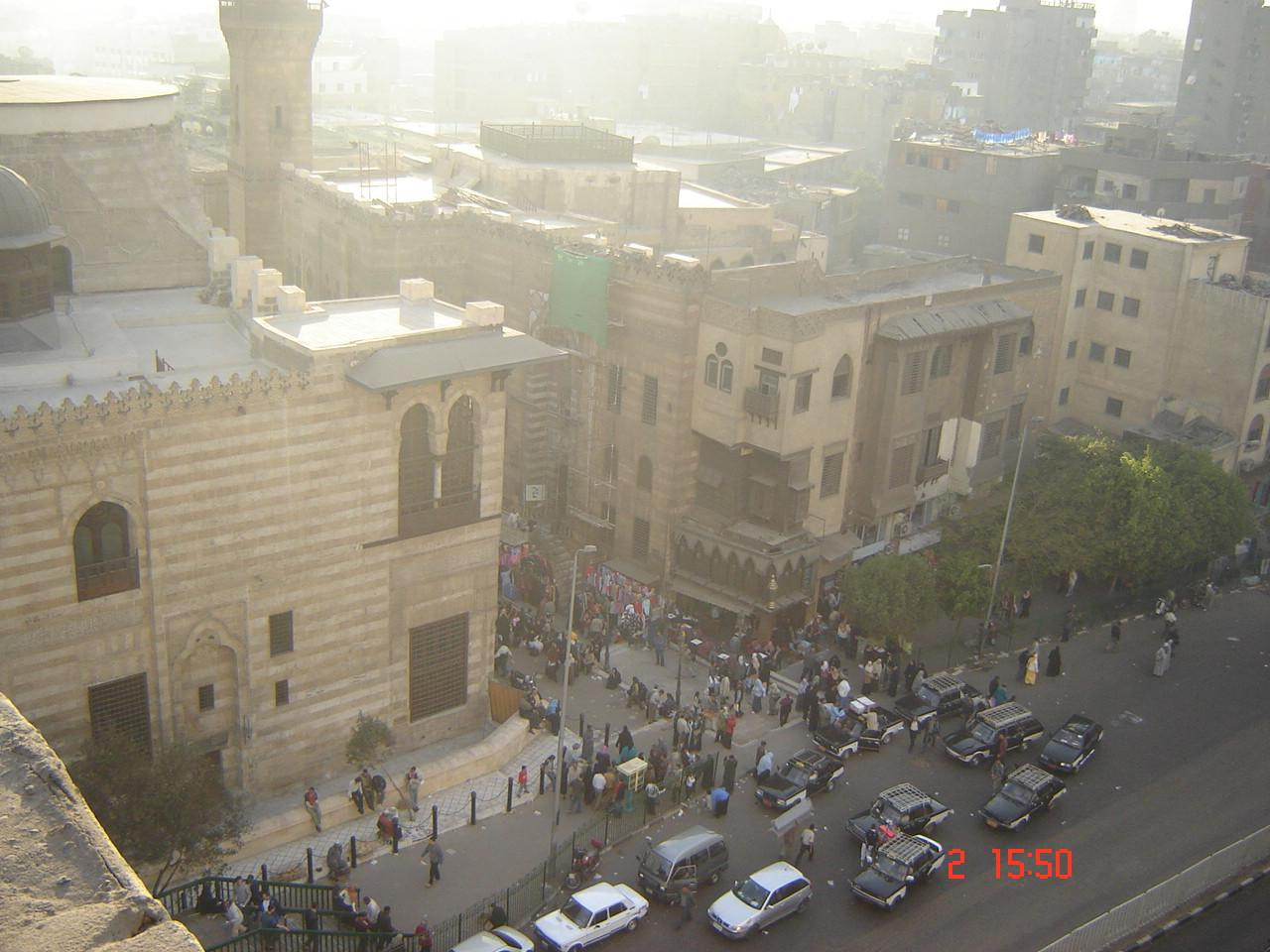
La moschea al-Ghūrī al Cairo

## Retaggio
Il complesso urbano Wikalat al-Ghuri, che si trova nella Cairo fatimide, non è la sola costruzione che egli commissionò. È a lui che viene attribuita l'edificazione del famoso suq del Khan el-Khalili al Cairo, che rappresenta sempre il miglior esempio di mercato tradizionale egiziano. La sua wikāla, si trova per suo conto all'intersezione della via di al-Azhar e del quartiere di al-Ghūriyya, a qualche passo dalla Shāriʿa al-Ghūriyya. Due orgogliosi monumenti mamelucchi si elevano da entrambe le parti della via e si riferiscono entrambi alla memoria del Sultano Qanṣūh al-Ghūrī. A destra si erge la moschea-madrasa che fu eretta nel 1503. La particolarità della madrasa consiste nel suo minareto, rosso e bianco, che si erge a 65 m. di altezza. A sinistra invece si ammira il mausoleo e la fontana ( sabīl ) del Sultano stesso, che datano al 1504, di fronte alla madrasa sull'altro lato della strada. L'interno riflette la magnificenza dell'arte mamelucca.